# Zamarovce
Zamarovce (em húngaro: Vágzamárd) é um município da Eslováquia, situado no distrito de Trenčín, na região de Trenčín. Tem 3,93 km² de área e sua população em 2018 foi estimada em 1.092 habitantes.

## Demografia
| Ano:        | 1994 | 2004    | 2014    | 2024    |
| ----------- | ---- | ------- | ------- | ------- |
| Broj ljudi: | 635  | 763     | 970     | 1174    |
| Razlika:    |      | +20,15% | +27,12% | +21,03% |

| Ano:               | 2023 | 2024   |
| ------------------ | ---- | ------ |
| Número de pessoas: | 1178 | 1174   |
| Diferença:         |      | -0,33% |